# ۱۱۸۳ (میلادی)
۱۱۸۳ (میلادی) هزار و صد و هشتاد و سومین سال تقویم میلادی است.

## درگذشتگان
- ۱۱ ژوئن - هنری پادشاه جوان، پسر هنری دوم انگلستان
- سپتامبر - آلکسیوس دوم، امپراتور بیزانس

‎